# Eloy Room
Eloy Room (* 6. února 1989, Nijmegen) je nizozemský fotbalový brankář, který v současnosti působí v nizozemském klubu Vitesse.

## Klubová kariéra
Profesionální fotbalovou kariéru zahájil v nizozemském klubu Vitesse, kde působil i v mládežnických týmech. Sezónu 2013/14 strávil na hostování v prvoligovém nizozemském celku Go Ahead Eagles.